# Вейчан-Маньчжу-Монгольський автономний повіт
41°56′26″ пн. ш. 117°45′34″ сх. д. / 41.9405° пн. ш. 117.75945° сх. д.
Вейчан-Маньчжу-Монгольський автономний повіт (кит. 围场满族蒙古族自治县, пін. Wéichăng Mănzú Mĕnggŭzú Zìzhìxiàn) — один із повітів КНР у складі префектури Ченде, провінція Хебей. Адміністративний центр — містечко Вейчан.

## Географія
Вейчан-Маньчжу-Монгольський автономний повіт лежить на висоті близько 850 метрів над рівнем моря у горах Яньшань.

### Клімат
Повіт знаходиться у зоні, котра характеризується вологим континентальним кліматом. Найтепліший місяць — липень із середньою температурою 21,4 °C. Найхолодніший місяць — січень, із середньою температурою -12,3 °С.
| Клімат повіту Вейчан-Маньчжу-Монгол | Клімат повіту Вейчан-Маньчжу-Монгол | Клімат повіту Вейчан-Маньчжу-Монгол | Клімат повіту Вейчан-Маньчжу-Монгол | Клімат повіту Вейчан-Маньчжу-Монгол | Клімат повіту Вейчан-Маньчжу-Монгол | Клімат повіту Вейчан-Маньчжу-Монгол | Клімат повіту Вейчан-Маньчжу-Монгол | Клімат повіту Вейчан-Маньчжу-Монгол | Клімат повіту Вейчан-Маньчжу-Монгол | Клімат повіту Вейчан-Маньчжу-Монгол | Клімат повіту Вейчан-Маньчжу-Монгол | Клімат повіту Вейчан-Маньчжу-Монгол | Клімат повіту Вейчан-Маньчжу-Монгол |
| Показник                            | Січ.                                | Лют.                                | Бер.                                | Квіт.                               | Трав.                               | Черв.                               | Лип.                                | Серп.                               | Вер.                                | Жовт.                               | Лист.                               | Груд.                               | Рік                                 |
| Середній максимум, °C               | −5,6                                | −1                                  | 5,8                                 | 15,1                                | 21,9                                | 25,7                                | 27,4                                | 26,1                                | 21,3                                | 13,9                                | 3,6                                 | −3,8                                | 12,5                                |
| Середня температура, °C             | −12,3                               | −8,4                                | −3,1                                | 7,7                                 | 14,7                                | 19,1                                | 21,4                                | 19,7                                | 13,9                                | 6,5                                 | −3,2                                | −10,1                               | 5,5                                 |
| Середній мінімум, °C                | −17,3                               | −14,1                               | −7,4                                | 0,9                                 | 7,6                                 | 12,8                                | 16,2                                | 14,4                                | 7,9                                 | 0,7                                 | −8,2                                | −14,9                               | −0,1                                |
| Норма опадів, мм                    | 1.7                                 | 2.8                                 | 7.3                                 | 18                                  | 38.2                                | 71.5                                | 121.4                               | 93.7                                | 50.9                                | 22.8                                | 5.7                                 | 1.4                                 | 435.4                               |
| Вологість повітря, %                | 50                                  | 46                                  | 43                                  | 42                                  | 46                                  | 59                                  | 70                                  | 72                                  | 66                                  | 55                                  | 53                                  | 51                                  | 54.4                                |
| ----------------------------------- | ----------------------------------- | ----------------------------------- | ----------------------------------- | ----------------------------------- | ----------------------------------- | ----------------------------------- | ----------------------------------- | ----------------------------------- | ----------------------------------- | ----------------------------------- | ----------------------------------- | ----------------------------------- | ----------------------------------- |
| Джерело: data.cma.cn                |                                     |                                     |                                     |                                     |                                     |                                     |                                     |                                     |                                     |                                     |                                     |                                     |                                     |